# Сен-Совер-ле-Віконт
Сен-Сове́р-ле-Віко́нт (фр. Saint-Sauveur-le-Vicomte) — муніципалітет у Франції, у регіоні Нормандія, департамент Манш. Населення — 2062 особи (01.01.2021).
Муніципалітет розташований на відстані близько 290 км на захід від Парижа, 90 км на захід від Кана, 45 км на північний захід від Сен-Ло.

## Історія
До 2015 року муніципалітет перебував у складі регіону Нижня Нормандія. Від 1 січня 2016 року належить до нового об'єднаного регіону Нормандія.

## Демографія
Динаміка населення (EHESS і Insee ):
Розподіл населення за віком та статтю (2006):
| Стать | Всього | До 15 років | 15-24 | 25-44 | 45-64 | 65-85 | Понад 85 |
| --- | ------ | ----------- | ----- | ----- | ----- | ----- | -------- |
| Чоловіки | 988    | 155         | 138   | 216   | 284   | 191   | 4        |
| Жінки | 1113   | 195         | 114   | 209   | 261   | 293   | 41       |
| \| Статево-вікова піраміда \| Статево-вікова піраміда \| Статево-вікова піраміда \| \| ----------------------- \| ----------------------- \| ----------------------- \| \| Чоловіки \| Вік \| Жінки \| \| 4 \| 85 + \| 41 \| \| 49 \| 80-84 \| 71 \| \| 49 \| 75-79 \| 89 \| \| 65 \| 70-74 \| 71 \| \| 28 \| 65-69 \| 62 \| \| 53 \| 60-64 \| 37 \| \| 81 \| 55-59 \| 78 \| \| 93 \| 50-54 \| 73 \| \| 57 \| 45-49 \| 73 \| \| 61 \| 40-44 \| 45 \| \| 77 \| 35-39 \| 61 \| \| 41 \| 30-34 \| 58 \| \| 37 \| 25-29 \| 45 \| \| 73 \| 20-24 \| 49 \| \| 65 \| 15-20 \| 65 \| \| 53 \| 10-14 \| 53 \| \| 53 \| 5-9 \| 89 \| \| 49 \| 0-4 \| 53 \| |        |             |       |       |       |       |          |
| Статево-вікова піраміда |        |             |       |       |       |       |          |
| Чоловіки | Вік    | Жінки       |       |       |       |       |          |
| 4 | 85 +   | 41          |       |       |       |       |          |
| 49 | 80-84  | 71          |       |       |       |       |          |
| 49 | 75-79  | 89          |       |       |       |       |          |
| 65 | 70-74  | 71          |       |       |       |       |          |
| 28 | 65-69  | 62          |       |       |       |       |          |
| 53 | 60-64  | 37          |       |       |       |       |          |
| 81 | 55-59  | 78          |       |       |       |       |          |
| 93 | 50-54  | 73          |       |       |       |       |          |
| 57 | 45-49  | 73          |       |       |       |       |          |
| 61 | 40-44  | 45          |       |       |       |       |          |
| 77 | 35-39  | 61          |       |       |       |       |          |
| 41 | 30-34  | 58          |       |       |       |       |          |
| 37 | 25-29  | 45          |       |       |       |       |          |
| 73 | 20-24  | 49          |       |       |       |       |          |
| 65 | 15-20  | 65          |       |       |       |       |          |
| 53 | 10-14  | 53          |       |       |       |       |          |
| 53 | 5-9    | 89          |       |       |       |       |          |
| 49 | 0-4    | 53          |       |       |       |       |          |

## Економіка
2010 року серед 1206 осіб працездатного віку (15—64 років) 848 були активними, 358 — неактивними (показник активності 70,3%, у 1999 році було 68,1%). З 848 активних мешканців працювала 771 особа (436 чоловіків та 335 жінок), безробітними було 77 (40 чоловіків та 37 жінок). Серед 358 неактивних 86 осіб було учнями чи студентами, 133 — пенсіонерами, 139 були неактивними з інших причин.

У 2010 році в муніципалітеті числилось 918 оподаткованих домогосподарств, у яких проживали 2131,5 особи, медіана доходів виносила 15 361 євро на одного особоспоживача

## Відомі уродженці
- Жуль Амеде Барбе д'Оревільї - французький письменник.